# トリブス民会
トリブス民会（ラテン語: Comitia Tributa）は、古代ローマ社会において行政に関わった民会のひとつ。日本語では「市民会」と訳される。訳語として「市民集会」も一般書等では使われる場合があるが、これはローマ史においては民会とは異なる市民による集会コンティオ (contio) の定訳として使われるため混同に注意が必要である。

## 機能
全ローマ市民はケンソルの行うケンスス（国勢調査）によって住居や資産の場所に応じた選挙区（トリブス）に登録されており、トリブス民会は各トリブスの意向を反映する民会で、参加資格はローマ市民権を持つ者のため、パトリキ（貴族）とプレプス（平民）とが同時に国政に関わった。
ケントゥリア民会は各クラシス（階級）ごとに投票権を持っていたが、トリブス民会では各選挙区にひとつの投票権が与えられた。トリブスの増加に伴い最終的には35の選挙区となった。トリブス民会はフォルム・ロマヌム内で行われたため、選挙のたびに各トリブスの代表団がローマを訪れた。民会では按察官、財務官を選出していた。
紀元前311年には護民官ルキウス・アティリウスとガイウス・マルキウスによる法によってトリブヌス・ミリトゥムと呼ばれる将校を、また護民官マルクス・デキウスの法によって艦隊保守と艤装を担当する海軍二人官も選出するようになった。
ルキウス・コルネリウス・スッラによる改革まではトリブス民会では裁判も行われていた。